# Prionosuchus
Prionosuchus („krokodýl ze Sierry“) je rod velkého temnospondylního obojživelníka, žijícího v období prvohorního permu, asi před 299 až 272 miliony let, na území dnešní severovýchodní Brazílie.

## Historie a objevy
Fosilie tohoto obojživelníka byly objeveny v sedimentech souvrství Pedra do Fogo a typový druh P. plummeri formálně popsal paleontolog Llewellyn Ivor Price v roce 1948. Jednalo se o zástupce čeledi Archegosauridae. Dnes známe několik exemplářů tohoto rodu, zejména se jedná o lebeční materiál.

## Popis

Prionosuchus - porovnání s velikostí člověka.

Prionosuchus je jedním z největších známých obojživelníků v historii života na Zemi a jedním z největších predátorů období permu. Zatímco lebka holotypu měří na délku asi 50 cm, u jiného, mnohem většího exempláře, dosahuje délky 1,6 metru. To odpovídá celkové délce těla až 9 metrů a hmotnosti přes 2000 kg. Celkově se tento obří obojživelník s úzkými čelistmi podobal například gaviálům a je možné, že podobný byl i jeho styl života a potravní strategie. Lovil zřejmě menší vodní obratlovce v řekách a lagunách, které obýval (jak doložily sedimenty v daném souvrství). Pravděpodobně se jednalo o piscivorní (rybožravý) druh, který lovil ryby, paryby a obojživelníky rychlým laterálním stiskem čelistí. V tlamě měl 60 ostrých úzkých zubů, vhodných k lapání kluzké kořisti. Podle některých odhadů se navzdory svým krátkým nohám dokázal na souši pohybovat rychlostí asi 18 km/h (a ve vodě pravděpodobně ještě rychleji).